# Campeonato Intercontinental de Peso Ligero de IWRG

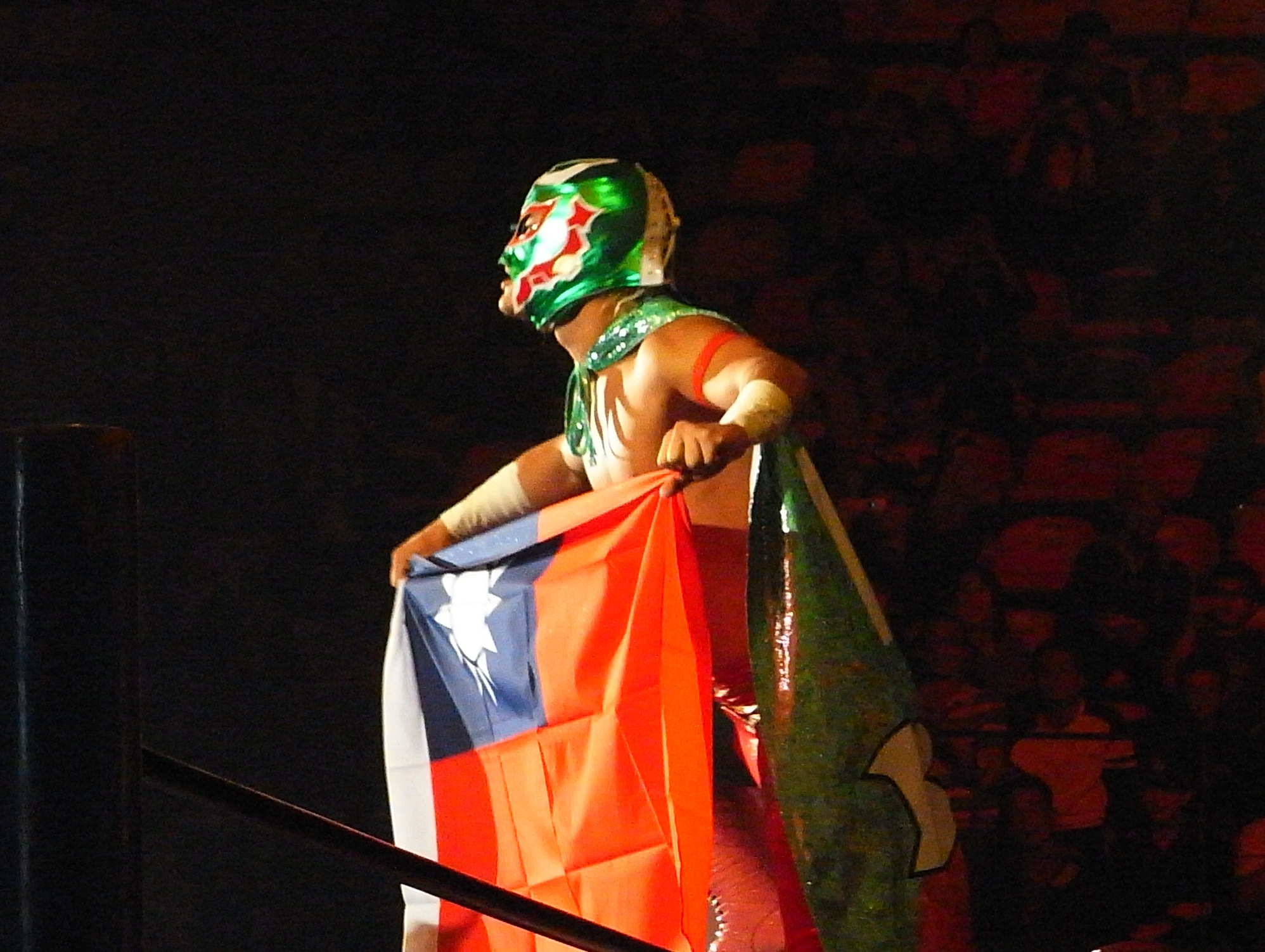
Tetsuya Bushi, dos veces campeón.

El Campeonato Intercontinental de Peso Ligero de IWRG (IWRG Intercontinental Lightweight Championship en inglés) es un campeonato de lucha libre profesional dentro del Grupo Internacional Revolución (IWRG). Este título sólo pueden ostentar los luchadores con un peso de entre 70 kg (154 lb) y 77 kg (169 lb).

## Campeón actual
El actual campeón es Imposible, quien se encuentra en su primer reinado como campeón. Imposible derrotó a Astro Rey, Jr. y Dragón Celestial el 7 de julio de 2013 en Naucalpan, Estado de México.
```
El imposible renunció al campeonato por pasar a la otra división que es de peso medio en el cual se realizó una eliminatoria y quedó como campeón el imposible en esa división.
```

## Reinados más largos
| Luchador:        | Reinado N°: | Derrotó a:                                | Fecha:                  | Show o evento:                    |        |
| ---------------- | ----------- | ----------------------------------------- | ----------------------- | --------------------------------- | ------ |
| Freelance        | 1           | Aeroman                                   | 29 de mayo de 2008      | Caravana de Campeones             | [ 1 ]  |
| Tetsuya Bushi    | 1           | Freelance                                 | 8 de febrero de 2009    | Revolucionarios de IWRG           | [ 2 ]  |
| Zatura           | 1           | Tetsuya Bushi                             | 15 de marzo de 2009     | Caravana de Campeones             | [ 3 ]  |
| Trauma II        | 1           | Zatura                                    | 18 de junio de 2009     | Revolucionarios de IWRG           | [ 4 ]  |
| Avisman          | 1           | Trauma II                                 | 16 de agosto de 2009    | Guerra Revolucionaria             | [ 5 ]  |
| Tetsuya Bushi    | 2           | Avisman                                   | 26 de noviembre de 2009 | Homenaje a El Pantera             | [ 6 ]  |
| Dr. Cerebro      | 1           | Tetsuya Bushi                             | 10 de enero de 2010     | Revolucionarios de IWRG           | [ 7 ]  |
| Comando Negro    | 1           | Dr. Cerebro                               | 30 de enero de 2011     | Caravana de Campeones             | [ 8 ]  |
| Dinamic Black    | 1           | Comando Negro                             | 3 de noviembre de 2011  | El Castillo del Terror            | [ 9 ]  |
| Carta Brava, Jr. | 1           | Dinamic Black                             | 22 de diciembre de 2011 | Aniversario de la Arena Naucalpan | [ 10 ] |
| Chicano          | 1           | Carta Brava, Jr.                          | 1 de julio de 2012      | Revolucionarios de IWRG           | [ 11 ] |
| Vacante          | N/A         | Debido a que Chicano abandonó la empresa. | 21 de junio de 2013     | Sitio Oficial de IWRG             | [ 12 ] |
| Imposible        | 1           | Astro Rey, Jr. & Dragón Celestial         | 7 de julio de 2013      | Zona XXI Nueva Generación         |        |
| Pantera I        | 1           | Por eliminatoria"Vacante"                 | 13 de noviembre de 2016 | "Revancha por el Campeonato IWRG" |        |

| Luchador      | Días | Fecha en que ganó   | Fecha en que perdió    | Notas                         |
| ------------- | ---- | ------------------- | ---------------------- | ----------------------------- |
| Dr. Cerebro   | 385  | 10 de enero de 2010 | 30 de enero de 2011    | Su primer reinado             |
| Chicano       | 355  | 1 de julio de 2012  | 21 de junio de 2013    | Su primer reinado             |
| Comando Negro | 277  | 30 de enero de 2011 | 3 de noviembre de 2011 | Su primer reinado             |
| Freelance     | 255  | 29 de mayo de 2008  | 8 de febrero de 2009   | Primer campeón de la historia |
| Imposible     | 4375 | 7 de julio de 2013  | Campeón actual         | Su primer reinado             |

## Mayor cantidad de reinados
- 2 veces: Tetsuya Bushi.